# إريك كريستيانسن
إريك كريستيانسن (بالدنماركية: Erik Christiansen)‏ هو مجدف دنماركي، ولد في 20 سبتمبر 1956 في كوبنهاغن في الدنمارك.

## وصلات خارجية
- إريك كريستيانسن على موقع الاتحاد الدولي للتجديف (الإنجليزية)
- إريك كريستيانسن على موقع اللجنة الأولمبية الدولية (الإنجليزية)
- إريك كريستيانسن على موقع أوليمبيديا (الإنجليزية)